# Регель, Анатолий Робертович
Анатолий Робертович Регель (14 мая 1915 года, Петроград — 27 декабря 1989 года, Ленинград) — советский физик, лауреат Государственной премии СССР (1981).

## Биография
Родился 14 мая 1915 года в Петрограде. Сын ботаника Роберта Регеля. Брат Вадима Регеля — лауреата Сталинской премии.
Окончил ФЗУ по специальности слесарь (1932, работал токарем-механиком на Физико-техническом опытном заводе).
Окончил Ленинградский индустриальный (политехнический) институт (1938).
В 1938—1943 гг. младший научный сотрудник в лаборатории В. Л. Куприенко Ленинградского физико-технического института (ЛФТИ) АН СССР.
Первые исследования посвящены повышению прочности авиационной брони. Также под руководством А. Ф. Иоффе, А. П. Александрова занимался теорией магнитных полей и усовершенствованием приборов для их измерения.
В начале войны занимался проблемами защиты кораблей Черноморского флота, Каспийской и Амурской флотилий, Тихоокеанского флота от магнитных мин. Один из разработчиков методики размагничивания кораблей.
В 1943—1952 старший научный сотрудник ЛФТИ, одновременно в 1945—1947 ассистент кафедры экспериментальной физики политехнического института.
В 1952—1972 работал в Лаборатории (с 1955 — Институте) полупроводников. С 1955 зав. лабораторией, в 1957—1960 зам. директора, в 1960—1962 и. о. директора, в 1963—1971 директор Института полупроводников АН СССР. Одновременно в 1952—1959 доцент Ленинградского педагогического института им. А. И. Герцена, в 1961—1973 заместитель председателя Совета по физике и химии полупроводников при президиуме АН СССР.
С 1972 года, после объединения институтов, заведующий отделом и лабораториями ЛФТИ.
Доктор физико-математических наук (1957, тема диссертации «Исследования по электронной проводимости жидкостей»). Профессор.
Умер 27 декабря 1989 года в Ленинграде. Похоронен на Богословском кладбище Санкт-Петербурга.

## Научная деятельность
- Разработал бесконтактный метод измерения электропроводности твердых и жидких тел во вращающемся магнитном поле при высоких температурах и провел комплексное исследование электрических, тепловых и термоэлектрических свойств, а также плотности и вязкости большой группы полупроводников, металлов и сплавов при плавлении.
- Предложил (вместе с Иоффе) критерий Иоффе-Регеля, определяющий роль ближнего порядка в формировании электронных свойств полупроводников.
- В 1950 совместно с Н. А. Горюновой на примере антимонида индия экспериментально доказал гипотезу о полупроводниковом характере свойств соединений группы АIIIBV, играющих важную роль в развитии полупроводниковой электроники.
- Выполнил работы по исследованию термоэлектрических явлений и их практическому применению, в том числе в области термоэлектрического охлаждения.

### Сочинения
- Полупроводниковые измерители напряженности магнитного поля. Л., 1956;
- Дислокация и физические свойства полупроводников. Л., 1967;
- Методы исследования термоэлектрических свойств полупроводников. М., 1969;
- Физические свойства электронных расплавов. М., 1980;
- Закономерности формирования структуры электронных расплавов. М., 1982 (совм. с В. М. Глазовым).

## Награды
- Медаль «За трудовую доблесть» (1953)
- Государственная премия СССР (1981) — за исследования по химической термодинамике полупроводников
- Премия имени А. Ф. Иоффе Президиума АН СССР (1972) — за цикл работ в области экспериментальных исследований электронной проводимости жидкости
- Заслуженный деятель науки РСФСР (1986)
- Орден Красной Звезды (6 марта 1945) — за образцовое выполнение заданий командования
- Медаль «За оборону Севастополя»